# Голубая кровь (телесериал)
«Голуба́я кровь» (англ. Blue Bloods) — американский телевизионный сериал, выходящий на канале CBS. Премьера состоялась 24 сентября 2010 года. Сериал рассказывает о семье нью-йоркских полицейских Рейганов. Авторами сериала являются Робин Грин и Митчелл Бёрджесс, удостоенные двух прайм-таймовых премий «Эмми» за работу над сериалом «Клан Сопрано».
Премьера четырнадцатого сезона телесериала состоялась 16 февраля 2024 года. 20 ноября 2023 года стало известно, что телеканал CBS закрывает сериал после четырнадцатого сезона. Последний эпизод шоу вышел 13 декабря 2024 года.

## Сюжет
Главные герои сериала — члены семьи Рейганов, тесно связанной с полицией Нью-Йорка. Фрэнк Рейган является комиссаром полиции, этот же пост занимал и его отец Генри, вышедший на пенсию. Фрэнк — вдовец и отец четырёх взрослых детей: Дэнни, Эрин, Джейми и Джо. Дэнни был морским пехотинцем и служил в Ираке, а ныне является детективом, он женат на Линде и имеет двух сыновей, Джека и Шона. Эрин работает помощником окружного прокурора, она разведена, и у неё есть взрослая дочь Никки. Младший сын Джейми — выпускник Гарварда, который предпочёл юридической карьере профессию полицейского, он только окончил полицейскую академию и в первых сезонах является новичком, также он пытается разузнать больше об обстоятельствах смерти брата Джо, также служившего в полиции и погибшего в перестрелке.

## Производство
Первый сезон сериала получил высокие рейтинги, каждая серия собирала у экранов в среднем около 12,5 миллионов зрителей. 13 марта 2014 года CBS продлил сериал на пятый сезон. 11 мая 2015 года канал продлил сериал на шестой сезон. 25 марта 2016 года CBS продлил сериал на седьмой сезон. 29 сентября 2017 года CBS продлил сериал на восьмой сезон. 18 апреля 2018 года сериал был продлён на девятый сезон.
В России доступный в Интернете сериал вызвал весьма положительные отзывы.
12 апреля 2019 года канал CBS продлил сериал на десятый сезон. Премьера десятого сезона состоится 27 сентября 2019 года.
6 мая 2020 года сериал был продлен на одиннадцатый сезон. Премьера состоится 4 декабря 2020 года. 15 апреля 2021 года телеканал CBS продлил телесериал на двенадцатый сезон. Премьера двенадцатого сезона состоялась 1 октября 2021 года.
26 апреля 2022 года телеканал CBS продлил телесериал на тринадцатый сезон. В 2024 году вышел четырнадцатый сезон.

## В ролях
- Фрэнк Рейган (Том Селлек) — комиссар полиции Нью-Йорка, отец Дэнни, Эрин и Джейми
- Дэнни Рейган (Донни Уолберг) — детектив
- Эрин Рейган-Бойл (Бриджит Мойнахан) — помощник окружного прокурора
- Джейми Рейган (Уилл Эстес) — офицер-новобранец, в дальнейшем — сержант. Окончил престижную Гарвардскую школу права, но решил продолжить семейную традицию и пошел работать простым полицейским
- Генри Рейган (Лен Кариу) — отставной комиссар полиции Нью-Йорка, отец Фрэнка
- Линда Рейган (Эми Карлсон) — жена детектива Дэнни, погибает в конце 7 сезона
- Джеки Куратола (Дженнифер Эспозито) — напарница Дэнни в 1-3 сезонах
- Мария Баэс (Мариса Рамирес) — напарница Дэнни с 4 сезона
- Никки Рейган-Бойл (Сэми Гейл) — дочь Эрин
- Эдит Джэнко (Ванесса Рэй) — напарница Джейми с 4 по 9 сезон. В 9 сезоне выходит за Джейми замуж
- Гаррет Мур (Грегори Джбара) — заместитель Фрэнка, пресс-секретарь полиции Нью-Йорка

## Обзор сезонов
| Сезон | Серии | Серии | Даты показа      | Даты показа     | Ранк | Зрителей в США (млн.) |
| Сезон | Серии | Серии | Первая серия     | Последняя серия | Ранк | Зрителей в США (млн.) |
| ----- | ----- | ----- | ---------------- | --------------- | ---- | --------------------- |
| 1     | 22    | 22    | 24 сентября 2010 | 13 мая 2011     | 19   | 12,58                 |
| 2     | 22    | 22    | 23 сентября 2011 | 11 мая 2012     | 22   | 12,15                 |
| 3     | 23    | 23    | 28 сентября 2012 | 10 мая 2013     | 14   | 13,16                 |
| 4     | 22    | 22    | 27 сентября 2013 | 9 мая 2014      | 10   | 13,63                 |
| 5     | 22    | 22    | 26 сентября 2014 | 1 мая 2015      | 13   | 13,77                 |
| 6     | 22    | 22    | 25 сентября 2015 | 6 мая 2016      | 10   | 13,07                 |
| 7     | 22    | 22    | 23 сентября 2016 | 5 мая 2017      | 8    | 14,07                 |
| 8     | 22    | 22    | 29 сентября 2017 | 11 мая 2018     | 12   | 13,09                 |
| 9     | 22    | 22    | 28 сентября 2018 | 10 мая 2019     | 8    | 12,83                 |
| 10    | 19    | 19    | 27 сентября 2019 | 1 мая 2020      | 7    | 11,96                 |
| 11    | 16    | 16    | 4 декабря 2020   | 14 мая 2021     | 8    | 10,16                 |
| 12    | 20    | 20    | 1 октября 2021   | 6 мая 2022      | 6    | 9,78                  |
| 13    | 21    | 21    | 7 октября 2022   | 19 мая 2023     | 5    | 9,40                  |
| 14    | 18    | 18    | 16 февраля 2024  | 13 декабря 2024 | TBA  | TBA                   |

| № общий | № в сезоне | Название                                         | Режиссёр         | Автор сценария      | Дата премьеры   | Произв. код | Зрители в США (млн) |
| --- | ---------- | ------------------------------------------------ | ---------------- | ------------------- | --------------- | ----------- | ------------------- |
| 235 | 1          | «Ненависть есть ненависть» «Hate is Hate»        | Дэвид М. Барретт | Шиван Бирн О’Коннор | 1 октября 2021  | 1201        | 6.30                |
| Пока Дэнни консультируется с экстрасенсом, чтобы раскрыть убийство маленького мальчика, Фрэнк спорит с мэром о том, как лучше защитить город от всплеска преступности после громкой стрельбы. Кроме того, Эрин расследует дело десятилетней давности, в котором главным свидетелем убийства является её босс, Д.А. Кимберли Кроуфорд, которой в то время было 13 лет. |            |                                                  |                  |                     |                 |             |                     |
| 236 | 2          | «В такие времена, как сейчас» «Times Like These» | Роберт Хармон    | Брайан Барнс        | 8 октября 2021  | 1202        | 6.00                |
| 237 | 3          | «Защитные инстинкты» «Protective Instincts»      | Неизвестно       | Неизвестно          | 15 октября 2021 | 1203        | 5.96                |
| 238 | 4          | «True Blue»                                      | Неизвестно       | Неизвестно          | 22 октября 2021 | 1204        | 6.05                |
| 239 | 5          | «Благие намерения» «Good Intentions»             | Неизвестно       | Неизвестно          | 5 ноября 2021   | 1205        | 6.20                |
| 240 | 6          | «Be Smart or Be Dead»                            | Неизвестно       | Неизвестно          | 12 ноября 2021  | 1206        | 6.10                |
| 241 | 7          | «USA Today»                                      | Неизвестно       | Неизвестно          | 19 ноября 2021  | 1207        | 5.79                |
| 242 | 8          | «Reality Check»                                  | Неизвестно       | Неизвестно          | 3 декабря 2021  | 1208        | 5.81                |
| 243 | 9          | «Firewall»                                       | Неизвестно       | Неизвестно          | 10 декабря 2021 | 1209        | 5.77                |
| 244 | 10         | «Old Friends»                                    | Неизвестно       | Неизвестно          | 7 января 2022   | 1210        | 6.07                |
| 245 | 11         | «On The Arm»                                     | Неизвестно       | Неизвестно          | 14 января 2022  | 1211        | 6.44                |
| 246 | 12         | «The Reagan Way»                                 | Неизвестно       | Неизвестно          | 21 января 2022  | 1212        | 6.27                |
| 247 | 13         | «Cold Comfort»                                   | Неизвестно       | Неизвестно          | 28 января 2022  | 1213        | 6.10                |
| 248 | 14         | «Allegiance»                                     | Неизвестно       | Неизвестно          | 25 февраля 2022 | 1214        | 6.25                |
| 249 | 15         | «Where We Stand»                                 | Неизвестно       | Неизвестно          | 4 марта 2022    | 1215        | 5.90                |
| 250 | 16         | «Guilt»                                          | Неизвестно       | Неизвестно          | 11 марта 2022   | 1216        | 6.14                |
| 251 | 17         | «Hidden Motive»                                  | Неизвестно       | Неизвестно          | 1 апреля 2022   | 1217        | 5.67                |
| 252 | 18         | «Long Lost»                                      | Неизвестно       | Неизвестно          | 8 апреля 2022   | 1218        | 5.93                |
| 253 | 19         | «Tangled Up in Blue»                             | Неизвестно       | Неизвестно          | 29 апреля 2022  | 1219        | 5.85                |
| 254 | 20         | «Silver Linings»                                 | Неизвестно       | Неизвестно          | 6 мая 2022      | 1220        | 6.23                |